# روبرت غريفيثز
روبرت غريفيثز (بالإنجليزية: Robert Griffiths)‏ هو نقابي وسياسي بريطاني، ولد في 1 يونيو 1952 في المملكة المتحدة. حزبياً، نشط في الحزب الشيوعي البريطاني.